# لويس فيليب (لاعب كرة قدم)
لويس فيليب (مواليد 20 فبراير 2001) هو لاعب كرة قدم برازيلي يلعب في مركز الجناح الأيسر في نادي ريد بل سالزبورغ.

## وصلات خارجية
- لويس فيليب على موقع قاعدة بيانات كرة القدم.إي يو (الإنجليزية)
- لويس فيليب على موقع Soccerway.com (الإنجليزية)
- لويس فيليب على موقع عالم كرة القدم.نت (الإنجليزية)